# Aditya-L1

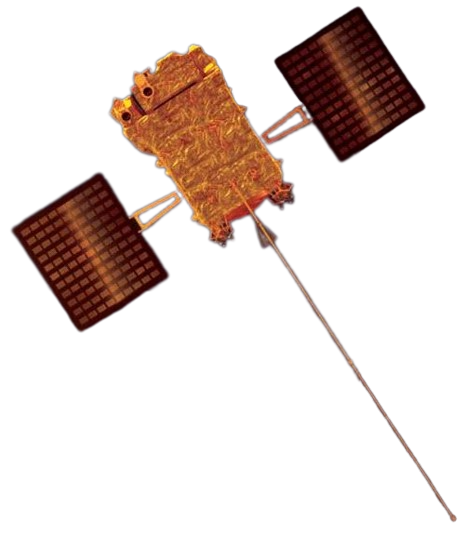
De Aditya-L1 in uitgeklapte staat

De ruimtesonde Aditya-L1 is een wetenschappelijke satelliet van de Indiase ruimteagentschap ISRO, die de zon moet bestuderen. Op 6 januari 2024 bereikte de sonde zijn operationele positie aan het Lagrangepunt L1. 

## Naam
Aditya in het Sanskriet betekent zon of zonnegod uit het Hindoeïsme. L1 verwijst naar Lagrangepunt L1, de bestemming van de ruimtemissie tussen de Aarde en de zon.

## Doel
Aditya-L1 moet onderzoek doen naar de atmosfeer van de zon, zonnestormen en hoe die het ruimteweer beïnvloeden.

## Instrumenten
Aditya-L1 heeft zeven instrumenten aan boord:
- Visible Emission Line Coronagraph (VELC): 	corona/beeldvorming & spectroscopie
- Solar Ultraviolet Imaging Telescope (SUIT): fotosfeer- en chromosfeerbeeldvorming
- Solar Low Energy X-ray Spectrometer (SoLEXS): röntgenspectrometer
- High Energy L1 Orbiting X-ray Spectrometer (HEL1OS): röntgenspectrometer
- Aditya Solar wind Particle Experiment (ASPEX): zonnewind/deeltjesanalysator protonen & zwaardere ionen
- Plasma Analyser Package For Aditya (PAPA): zonnewind/deeltjesanalysator protonen & zwaardere ionen
- Advanced Tri-axial High Resolution Digital Magnetometers: studie magnetisch veld

## Vlucht
Op 2 september 2023 om 6:20 UTC werd de ruimtemissie gelanceerd vanaf de Indiase lanceerbasis Satish Dhawan Space Centre. Vier maanden later, op 6 januari 2024, bereikte Aditya-L1 het Lagrangepunt L1, op zo'n 1,5 miljoen kilometer afstand van de Aarde en 149 miljoen kilometer afstand van de zon.

## Missie
Aditya-L1 moet 5 jaar lang in zijn baan om de zon vliegen om die te bestuderen. De baan van Langrangepunt L1 is ideaal voor minimaal gebruik van brandstof en voor optimaal onderzoek zonder storingen van eclipsen bijvoorbeeld.